# Before We Drown
«Before We Drown» (en español, Antes que nos ahoguemos) es el sexagésimo primer disco sencillo del grupo inglés de música electrónica Depeche Mode, el sexto desprendido de su álbum Memento Mori, dado a conocer en febrero de 2024 solo mediante plataformas digitales y solo en remezclas.
"Before We Drown" es un tema escrito por el cantante David Gahan de Depeche Mode, junto con Christian Eigner y Peter Gordeno, quienes actúan como músicos de apoyo de la banda desde hace 1998, y el tercer tema que escriben ellos tres.

## Descripción
Es un tema en una vena tradicional de DM, con un sonido sintetizado, pleno en experimentación vocal y efectos, que hacen un tema corto candente, un tanto hedonista y provocativo, con una letra fantasiosa y una musicalización muy moderna, contemporánea, lo cual propone de nuevo un DM que no se estanca, sino que evoluciona, ve hacia adelante, acepta los retos y crea algo sutil.
Kory Grow de Rolling Stone declaro, Before We Drown, coescrita por Gahan, el baterista Christian Eigner y el multiinstrumentista Peter Gordeno, crea tensión minuto a minuto, mientras Gahan canta, 'Primero nos levantamos, luego nos caemos / Tenemos que avanzar, antes de ahogarnos'. Los sintetizadores efervescen inquietantemente como fuegos artificiales alrededor de su voz mientras canta las palabras finales"." Un crítico de WECB comentó, "La letra de la canción, profunda y evocadora, nos sumerge en una reflexión sobre la distancia y la necesidad de avanzar, la estética del video van de la mano y hacen una combinación brillante. El estribillo, poderoso y resonante, nos habla de levantarse y avanzar antes de sucumbir a las olas del destino". Ian Wade de The Quietus escribió, Before We Drown, la coescritura de Gahan con los musicos de gira Peter Gordeno y Christian Eigner, se siente tan imbuida de la esencia de Depeche Mode que es casi una interpretación de IA de Depeche Mode".

## Formatos

### Digital
| Columbia Before We Drown [Remixes] |                                            |          |  |
| N.º                                | Título                                     | Duración |  |
| 1.                                 | «Before We Drown» (AC Wet Mix)             | 5:03     |  |
| 2.                                 | «Before We Drown» (SigNL Mix)              | 7:04     |  |
| 3.                                 | «Before We Drown» (Innellea Remix)         | 5:55     |  |
| 4.                                 | «Before We Drown» (Chris Avantgarde Remix) | 3:51     |  |

### En disco de vinilo
12 pulgadas Columbia  Before We Drown / People Are Good Remixes
| Lado A |                                            |          |  |
| N.º    | Título                                     | Duración |  |
| 1.     | «Before We Drown» (Chris Avantgarde Remix) | 5:02     |  |
| 2.     | «Before We Drown» (AC Wet Mix)             | 5:03     |  |

| Lado AA |                                                |          |  |
| N.º     | Título                                         | Duración |  |
| 1.      | «People Are Good» (Indira Paganotto Psy Remix) | 9:36     |  |
| 2.      | «People Are Good» (AC Fool Mix)                | 6:55     |  |

Edición especial como parte de la colección en 12 pulgadas de los sencillos de Memento Mori.

## Vídeo promocional
El vídeo de "Before We Drown", en blanco y negro, fue dirigido por el diseñador visual de DM desde 1986, Anton Corbijn. En él, se ve a un hombre en la playa aproximándose al mar, adentrándose con parsimonia, como una especie de suicidio mientras el sol se va poniendo, hasta llegar a un aparente ahogamiento, como describe la letra.

## En directo
El tema se incorporó hasta la última parte del Memento Mori World Tour, con una interpretación que reprodujo muy precisamente su sonido en álbum, gracias la sencillez con que está desarrollada su melodía.